# Liste des joueurs des Nordiques de Québec (AMH)
Pour liste des joueurs de la franchise du temps de la LNH, voir Liste des joueurs des Nordiques de Québec (LNH).
Cette liste contient tous les joueurs de hockey sur glace ayant joué au moins un match sous le maillot des Nordiques de Québec, franchise de l'Association mondiale de hockey.
Cette liste regroupe les joueurs depuis la première saison des Nordiques (1972-1973) à leur dernière saison (1978-1979). Les joueurs sont classés par ordre alphabétique. Pour les joueurs, les buts, passes décisives, points et minutes de pénalité sont notées tandis que pour les gardiens de but, les buts sont remplacés par le nombre de blanchissages. Les nombres de matchs indiqués comptabilisent les matchs des saisons régulières et des éventuelles séries éliminatoires. Enfin, la dernière colonne indique le statut du joueur (retraité, encore en activité sur la glace ou encore en activité derrière le banc d'une équipe).
Les statistiques citées ici ne concernent que les matchs joués sous le maillot des Nordiques.
- Haut – A
- B
- C
- D
- E
- F
- G
- H
- I
- J
- K
- L
- M
- N
- O
- P
- Q
- R
- S
- T
- U
- V
- W
- X
- Y
- Z

## A
| Joueur             | Nationalité | Poste | Saisons jouées | PJ  | B / Bl | A  | Pts | Pun | Statut               |
| ------------------ | ----------- | ----- | -------------- | --- | ------ | -- | --- | --- | -------------------- |
| Michel Archambault | Canada      | AG    | 1972-1973      | 57  | 12     | 25 | 37  | 36  | Retraité depuis 1977 |
| Serge Aubry        | Canada      | G     | 1972 - 1977    | 133 | 0      | 3  | 3   | 84  | Retraité depuis 1977 |

## B
| Joueur              | Nationalité | Poste | Saisons jouées | PJ  | B / Bl | A   | Pts | Pun | Statut               |
| ------------------- | ----------- | ----- | -------------- | --- | ------ | --- | --- | --- | -------------------- |
| Dave Balon          | Canada      | AG    | 1973-1974      | 9   | 0      | 0   | 0   | 2   | mort en 2007         |
| Paul Baxter         | Canada      | D     | 1976 - 1979    | 245 | 28     | 93  | 121 | 808 | Retraité depuis 1987 |
| Alain Beaulé        | Canada      | D     | 1973 - 1975    | 100 | 8      | 43  | 51  | 112 | Retraité depuis 1975 |
| Jim Benzelock       | Canada      | AD    | 1975-1976      | 37  | 2      | 5   | 7   | 6   | Retraité depuis 1978 |
| Yves Bergeron       | Canada      | AD    | 1972-1973      | 65  | 14     | 19  | 33  | 32  | Retraité depuis 1985 |
| Jean Bernier        | Canada      | D     | 1974 - 1978    | 292 | 20     | 92  | 112 | 54  | Retraité depuis 1979 |
| Serge Bernier       | Canada      | AD    | 1973 - 1979    | 466 | 258    | 382 | 640 | 527 | Retraité depuis 1981 |
| Gilles Bilodeau     | Canada      | AG    | 1978-1979      | 39  | 3      | 6   | 9   | 166 | mort en 2008         |
| Jacques Blain       | Canada      | D     | 1972-1973      | 70  | 1      | 10  | 11  | 78  | Retraité depuis 1977 |
| Christian Bordeleau | Canada      | C     | 1974 - 1979    | 279 | 106    | 238 | 344 | 140 | Retraité depuis 1980 |
| Paulin Bordeleau    | Canada      | C     | 1976 - 1979    | 265 | 118    | 91  | 209 | 139 | Retraité depuis 1997 |
| André Boudrias      | Canada      | C     | 1976 - 1978    | 168 | 25     | 62  | 87  | 44  | Retraité depuis 1978 |
| Curt Brackenbury    | Canada      | AG    | 1975 - 1979    | 231 | 42     | 47  | 89  | 567 | Retraité depuis 1983 |
| Ken Broderick       | Canada      | G     | 1977-1978      | 24  | 0      | 0   | 0   | 0   | Retraité depuis 1978 |
| Richard Brodeur     | Canada      | G     | 1972 - 1979    | 356 | 11     | 14  | 14  | 25  | Retraité depuis 1989 |

## C
| Joueur             | Nationalité | Poste | Saisons jouées | PJ  | B / Bl | A   | Pts | Pun | Statut               |
| ------------------ | ----------- | ----- | -------------- | --- | ------ | --- | --- | --- | -------------------- |
| Alain Caron        | Canada      | AD    | 1972 - 1975    | 148 | 74     | 45  | 119 | 26  | Retraité depuis 1976 |
| Jean-Yves Cartier  | Canada      | D     | 1972-1973      | 15  | 0      | 3   | 3   | 8   | Retraité depuis 1974 |
| Réal Cloutier      | Canada      | A     | 1974 - 1979    | 417 | 316    | 313 | 629 | 198 | Retraité depuis 1985 |
| Charles Constantin | Canada      | AG    | 1974 - 1978    | 206 | 26     | 36  | 62  | 248 | Retraité depuis 1978 |
| Jim Corsi          | Canada      | G     | 1977 - 1979    | 65  | 0      | 3   | 3   | 24  | Retraité depuis 1992 |
| Alain Côté         | Canada      | AG    | 1977 - 1979    | 121 | 18     | 20  | 38  | 33  | Retraité depuis 1989 |
| John Cunniff       | États-Unis  | AG    | 1975-1976      | 2   | 0      | 0   | 0   | 5   | Retraité depuis 1980 |

## D
| Joueur             | Nationalité | Poste | Saisons jouées | PJ  | B / Bl | A  | Pts | Pun | Statut               |
| ------------------ | ----------- | ----- | -------------- | --- | ------ | -- | --- | --- | -------------------- |
| Richard David      | Canada      | AG    | 1978-1979      | 14  | 0      | 4  | 4   | 4   | Retraité depuis 1984 |
| Michel Deguise     | Canada      | G     | 1973 - 1976    | 50  | 0      | 2  | 2   | 0   | Retraité depuis 1977 |
| Normand Descoteaux | Canada      | D     | 1972 - 1974    | 37  | 1      | 7  | 8   | 6   | Retraité depuis 1974 |
| Ken Desjardine     | Canada      | D     | 1972 - 1974    | 107 | 4      | 16 | 20  | 80  | Retraité depuis 1977 |
| Kevin Devine       | Canada      | AG    | 1978-1979      | 5   | 0      | 0  | 0   | 6   | Retraité depuis 1985 |
| Pete Donnelly      | États-Unis  | G     | 1975-1976      | 4   | 0      | 0  | 0   | 0   | Retraité depuis 1978 |
| Jim Dorey          | Canada      | D     | 1976 - 1979    | 155 | 14     | 50 | 64  | 204 | Retraité depuis 1981 |
| Peter Driscoll     | Canada      | AG    | 1977-1978      | 21  | 3      | 7  | 10  | 28  | Retraité depuis 1982 |
| Normand Dubé       | Canada      | AG    | 1976 - 1979    | 172 | 38     | 76 | 114 | 46  | Retraité depuis 1985 |
| Michel Dubois      | Canada      | D     | 1975 - 1979    | 27  | 0      | 4  | 4   | 23  | Retraité depuis 1978 |
| Guy Dufour         | Canada      | A     | 1972 - 1974    | 83  | 30     | 25 | 55  | 32  | Retraité depuis 1975 |

## E
| Joueur      | Nationalité | Poste | Saisons jouées | PJ | B / Bl | A | Pts | Pun | Statut               |
| ----------- | ----------- | ----- | -------------- | -- | ------ | - | --- | --- | -------------------- |
| Chris Evans | Canada      | D     | 1977-1978      | 36 | 0      | 2 | 2   | 22  | Retraité depuis 1981 |

## F
| Joueur          | Nationalité | Poste | Saisons jouées | PJ  | B / Bl | A   | Pts | Pun | Statut               |
| --------------- | ----------- | ----- | -------------- | --- | ------ | --- | --- | --- | -------------------- |
| Bob Fitchner    | Canada      | C     | 1975 - 1979    | 290 | 47     | 114 | 161 | 306 | Retraité depuis 1981 |
| Florent Fortier | Canada      | A     | 1975-1976      | 5   | 1      | 1   | 2   | 0   | Retraité depuis 1977 |

## G
| Joueur              | Nationalité | Poste | Saisons jouées | PJ  | B / Bl | A   | Pts | Pun | Statut               |
| ------------------- | ----------- | ----- | -------------- | --- | ------ | --- | --- | --- | -------------------- |
| Gord Gallant        | Canada      | C     | 1975-1976      | 66  | 4      | 15  | 19  | 322 | Retraité depuis 1984 |
| Jean-Claude Garneau | Canada      | AD    | 1974-1975      | 17  | 0      | 5   | 5   | 27  | Retraité depuis 1976 |
| André Gaudette      | Canada      | C     | 1972 - 1975    | 231 | 61     | 106 | 167 | 34  | Retraité depuis 1975 |
| Jean-Guy Gendron    | Canada      | AG    | 1972 - 1974    | 127 | 28     | 41  | 69  | 155 | Retraité depuis 1974 |
| Danny Geoffrion     | Canada      | AD    | 1978-1979      | 81  | 13     | 16  | 29  | 76  | Retraité depuis 1983 |
| Jeannot Gilbert     | Canada      | C     | 1973 - 1975    | 144 | 27     | 66  | 93  | 34  | Retraité depuis 1975 |
| Réjean Giroux       | Canada      | AD    | 1972 - 1974    | 71  | 15     | 18  | 33  | 55  | Retraité depuis 1977 |
| Alan Globensky      | Canada      | D     | 1972 - 1976    | 44  | 2      | 2   | 4   | 18  | Retraité depuis 1979 |
| Frank Golembrosky   | Canada      | AD    | 1972-1973      | 60  | 8      | 12  | 20  | 53  | Retraité depuis 1976 |
| Richard Grenier     | Canada      | C     | 1976-1977      | 34  | 11     | 9   | 20  | 4   | Retraité depuis 1990 |
| Gary Gresdal        | Canada      | C     | 1975-1976      | 3   | 0      | 1   | 1   | 19  | Retraité depuis 1976 |
| Bobby Guindon       | Canada      | AG    | 1972 - 1975    | 232 | 78     | 91  | 169 | 94  | Retraité depuis 1981 |
| Pierre Guité        | Canada      | AG    | 1972 - 1978    | 230 | 49     | 47  | 96  | 392 | Retraité depuis 1979 |

## H
| Joueur        | Nationalité | Poste | Saisons jouées | PJ  | B / Bl | A   | Pts | Pun | Statut               |
| ------------- | ----------- | ----- | -------------- | --- | ------ | --- | --- | --- | -------------------- |
| Matti Hagman  | Finlande    | C     | 1977-1978      | 53  | 25     | 31  | 56  | 16  | Retraité depuis 1992 |
| Ted Hampson   | Canada      | C     | 1975-1976      | 16  | 4      | 12  | 16  | 12  | Retraité depuis 1981 |
| Michel Harvey | Canada      | C     | 1972-1973      | 40  | 6      | 13  | 19  | 14  | Retraité depuis 1974 |
| Dale Hoganson | Canada      | D     | 1973 - 1979    | 405 | 32     | 167 | 199 | 201 | Retraité depuis 1982 |
| Réjean Houle  | Canada      | AD    | 1973 - 1976    | 234 | 130    | 145 | 275 | 125 | Retraité depuis 1983 |
| Ed Humphreys  | Canada      | G     | 1976-1977      | 22  | 1      | 1   | 1   | 0   | Retraité depuis 1977 |

## I
| Joueur      | Nationalité | Poste | Saisons jouées | PJ | B / Bl | A | Pts | Pun | Statut               |
| ----------- | ----------- | ----- | -------------- | -- | ------ | - | --- | --- | -------------------- |
| Dave Inkpen | Canada      | D     | 1977-1978      | 24 | 0      | 1 | 1   | 20  | Retraité depuis 1985 |

## J
| Joueur     | Nationalité | Poste | Saisons jouées | PJ  | B / Bl | A  | Pts | Pun | Statut               |
| ---------- | ----------- | ----- | -------------- | --- | ------ | -- | --- | --- | -------------------- |
| Ric Jordan | Canada      | D     | 1974 - 1976    | 116 | 10     | 15 | 25  | 158 | Retraité depuis 1981 |

## L
| Joueur           | Nationalité | Poste | Saisons jouées | PJ  | B / Bl | A   | Pts | Pun | Statut               |
| ---------------- | ----------- | ----- | -------------- | --- | ------ | --- | --- | --- | -------------------- |
| François Lacombe | Canada      | D     | 1973 - 1979    | 415 | 40     | 121 | 161 | 399 | Retraité depuis 1980 |
| Pierre Lagacé    | Canada      | C     | 1977 - 1979    | 42  | 2      | 6   | 8   | 16  | Retraité depuis 1986 |
| Garry Lariviere  | Canada      | D     | 1976 - 1979    | 177 | 15     | 98  | 113 | 156 | Retraité depuis 1986 |
| Paul Larose      | Canada      | A     | 1972-1973      | 28  | 0      | 7   | 7   | 7   | Retraité depuis 1977 |
| René LeClerc     | Canada      | C     | 1972 - 1979    | 280 | 81     | 111 | 192 | 366 | Retraité depuis 1979 |
| Richard Leduc    | Canada      | C     | 1978-1979      | 65  | 30     | 34  | 64  | 30  | Retraité depuis 1981 |
| Jacques Lemelin  | Canada      | G     | 1972-1973      | 9   | 0      | 1   | 1   | 0   | Retraité depuis 1974 |
| Louis Levasseur  | Canada      | G     | 1978-1979      | 4   | 0      | 0   | 0   | 2   | Retraité depuis 1981 |

## M
| Joueur          | Nationalité | Poste | Saisons jouées | PJ | B / Bl | A  | Pts | Pun | Statut               |
| --------------- | ----------- | ----- | -------------- | -- | ------ | -- | --- | --- | -------------------- |
| Markus Mattsson | Finlande    | G     | 1977-1978      | 6  | 0      | 0  | 0   | 2   | Retraité depuis 1987 |
| Don McLeod      | Canada      | G     | 1977-1978      | 7  | 0      | 2  | 2   | 0   | Retraité depuis 1978 |
| Mike McNamara   | Canada      | D     | 1972-1973      | 19 | 0      | 0  | 0   | 5   | Retraité depuis 1974 |
| Warren Miller   | États-Unis  | A     | 1977-1978      | 71 | 14     | 26 | 40  | 50  | Retraité depuis 1983 |
| Rick Morris     | Canada      | AG    | 1977-1978      | 25 | 0      | 5  | 5   | 40  | Retraité depuis 1981 |
| Kevin Morrison  | Canada      | AG    | 1978-1979      | 27 | 2      | 5  | 7   | 14  | Retraité depuis 1980 |

## P
| Joueur          | Nationalité | Poste | Saisons jouées | PJ  | B / Bl | A   | Pts | Pun | Statut               |
| --------------- | ----------- | ----- | -------------- | --- | ------ | --- | --- | --- | -------------------- |
| Michel Parizeau | Canada      | AG    | 1972 - 1976    | 304 | 93     | 159 | 252 | 190 | Retraité depuis 1979 |
| Denis Patry     | Canada      | A     | 1974-1975      | 3   | 1      | 2   | 3   | 2   | Retraité depuis 1976 |
| Jean Payette    | Canada      | C     | 1972 - 1974    | 112 | 19     | 40  | 59  | 52  | Retraité depuis 1975 |
| Bill Prentice   | Canada      | D     | 1975-1976      | 26  | 2      | 5   | 7   | 106 | Retraité depuis 1980 |

## R
| Joueur         | Nationalité | Poste | Saisons jouées | PJ  | B / Bl | A  | Pts | Pun | Statut               |
| -------------- | ----------- | ----- | -------------- | --- | ------ | -- | --- | --- | -------------------- |
| Michel Rouleau | Canada      | AG    | 1972 - 1975    | 75  | 8      | 25 | 33  | 207 | Retraité depuis 1976 |
| Pierre Roy     | Canada      | D     | 1972 - 1977    | 296 | 20     | 83 | 103 | 801 | Retraité depuis 1979 |

## S
| Joueur           | Nationalité | Poste | Saisons jouées | PJ  | B / Bl | A  | Pts | Pun | Statut               |
| ---------------- | ----------- | ----- | -------------- | --- | ------ | -- | --- | --- | -------------------- |
| Brit Selby       | Canada      | AG    | 1972-1973      | 7   | 0      | 1  | 1   | 4   | Retraité depuis 1975 |
| Tom Serviss      | Canada      | AD    | 1975-1976      | 76  | 7      | 19 | 26  | 12  | Retraité depuis 1977 |
| Steve Sutherland | Canada      | AG    | 1974 - 1978    | 287 | 74     | 57 | 131 | 592 | Retraité depuis 1978 |

## T
| Joueur               | Nationalité | Poste | Saisons jouées | PJ  | B / Bl | A   | Pts | Pun | Statut               |
| -------------------- | ----------- | ----- | -------------- | --- | ------ | --- | --- | --- | -------------------- |
| Marc Tardif          | Canada      | AG    | 1974 - 1979    | 392 | 291    | 347 | 638 | 398 | Retraité depuis 1983 |
| Jean-Claude Tremblay | Canada      | D     | 1972 - 1979    | 488 | 68     | 381 | 449 | 130 | Retraité depuis 1979 |

## W
| Joueur     | Nationalité | Poste | Saisons jouées | PJ  | B / Bl | A  | Pts | Pun | Statut               |
| ---------- | ----------- | ----- | -------------- | --- | ------ | -- | --- | --- | -------------------- |
| Jim Watson | Canada      | D     | 1975-1976      | 28  | 0      | 1  | 1   | 24  | Retraité depuis 1976 |
| Wally Weir | Canada      | D     | 1976 - 1979    | 182 | 7      | 32 | 39  | 477 | Retraité depuis 1986 |